# Libellulium
Libellulium é um gênero extinto de libélula que existiu durante o período Jurássico, sendo conhecido pelo seu fóssil encontrado na Europa.